# Liszaj twardzinowy i zanikowy sromu
Liszaj twardzinowy i zanikowy sromu (łac. lichen sclerosus atrophicus, LSA) (dawne nazwy: Marskość sromu (łac. kraurosis vulvae), liszaj biały, choroba Csillaga, choroba Hallopeau) – przewlekła choroba sromu, przebiegająca z pogrubieniem skóry tej okolicy oraz wytworzeniem białawych grudek, której towarzyszy ból i swędzenie zewnętrznych narządów płciowych. W miarę czasu trwania pojawiają się zmiany zanikowe, polegające na ścieńczeniu skóry tej okolicy, powodując wygładzenie sromu (jego zanik) oraz pojawienie się suchości. Najczęściej zmiany pojawiają się w wieku podeszłym i najprawdopodobniej spowodowane są niedoborami hormonalnymi. Do czynników ryzyka zalicza się choroby autoimmunologiczne, zakażenia i predyspozycje genetyczne.
Leczenie polega na stosowaniu miejscowym maści z witaminą A lub kortykosterydami oraz estrogenami, które dodatkowo mogą być stosowane drogą przezskórną (plastry zawierające estrogeny) lub doustnie. W przypadkach niepowodzeń leczniczych, można stosować terapię opartą na stosowaniu leków: takrolimus, pimekrolimus, krioterapię i stosowanie laserów medycznych.
Choroba może również występować u mężczyzn (u kobiet występuje 10-krotnie częściej). U mężczyzn spotykana jest również tradycyjna nazwa marskość żołędzi.
Aktualnie nie jest uważana za stan przedrakowy, ale jej występowanie zwiększa ryzyko rozwoju raka sromu